# Türkiye Süper Kupası 2020
La Türkiye Süper Kupası 2020 è stata la quarantasettesima edizione della Türkiye Süper Kupası. Si è disputata il 27 gennaio 2021 tra il İstanbul Başakşehir, vincitore della Süper Lig 2019-2020 e il Trabzonspor, vincitore della Türkiye Kupası 2019-2020. Il Trabzonspor ha conquistato il trofeo per la nona volta nella sua storia.

## Le squadre
| Squadre             | Qualificazione                           | Partecipazioni precedenti (il grassetto indica la vittoria)           |
| ------------------- | ---------------------------------------- | --------------------------------------------------------------------- |
| İstanbul Başakşehir | Vincitore della Süper Lig 2019-2020      | Esordiente                                                            |
| Trabzonspor         | Vincitore della Türkiye Kupası 2019-2020 | 11 (1976, 1977, 1978, 1979, 1980, 1981, 1983, 1984, 1992, 1995, 2010) |

## Tabellino
| Arbitro: | Yaşar Kemal Uğurlu |

|               |           |                        |
| Ba 58’ (rig.) | Marcatori | 47’ Djaniny 85’ Ekuban |